# Temenis laothoe quilapayunia
La mariposa mandarina (Temenis laothoe subsp. quilapayunia) es una subespecie endémica de México, de la familia Nymphalidae. El holotipo macho proviene de Acahuizotla, Guerrero. Su etimología es en referencia al grupo chileno Quilapayún.

## Descripción
Antenas, cabeza, tórax y abdomen son de color anaranjado. Palpos, tórax y abdomen son de color blanco. La hembra difiere en tonalidad al macho en su vista dorsal, ya que en esta el color de base es anaranjado claro.
En las alas anteriores el margen costal es convexo, ápice cuadrado, margen externo curvo, torno redondo, y margen anal ligeramente curvo. Las alas en su vista dorsal son de color anaranjado, con el área apical y sub-apical rojiza. Región pots-discal con una franja anaranjada más oscura que el color anaranjado del fondo. Las alas posteriores con margen costal convexo, ápice redondo, margen externo ligeramente ondulado, torno redondo y margen anal ligeramente curvo. El color de estas alas es anaranjado, presenta un punto rojizo. La celda anal, como la subsecuente son de color anaranjado más claro. Las alas posteriores en su vista ventral son de color anaranjado, el ápice es rojizo con tres puntos blancos pequeños. Área discal hasta el área basal, presenta sombra rojiza. Las alas posteriores son de color anaranjado, con bastantes escamas blancas, y nervaduras o venas de color naranja. Presenta tres puntos negros. Ventralmente cuenta con mayor cantidad de escamas blancas en el ala posterior.

## Distribución
Oeste de México, en los estados de Colima, Guerrero (Acahuizotla), Jalisco, Michoacán, Nayarit (Cruz de Huanacaxtle), Oaxaca (área Loxicha, Istmo de Tehuantepec), Sinaloa.

## Estado de conservación
No está enlistada en la NOM-059.